# Primo Gasbarri
Primo Gasbarri (Viterbo, 30 agosto 1911 – Roma, 6 novembre 1989) è stato un vescovo cattolico italiano.

## Biografia
Nato a Viterbo il 30 agosto 1911, fu ordinato sacerdote della diocesi di Viterbo e Tuscania il 29 ottobre 1933. Il 30 luglio 1953 venne nominato vescovo ausiliare di Velletri e il 20 settembre 1953, consacrato dal cardinale Clemente Micara, divenne vescovo titolare di Tenneso.
Dal 1965, in seguito all'infermità del vescovo Paolo Galeazzi, guidò la diocesi di Grosseto in qualità di amministratore apostolico. Dal 1970 fu amministratore anche della diocesi di Sovana-Pitigliano. Il 18 settembre 1969 benedisse la prima pietra della chiesa di Maria Santissima Addolorata a Gorarella, e assistette l'arcivescovo Giovanni Benelli nella consacrazione della stessa il 20 giugno 1971, mentre il 28 gennaio consacrò la nuova chiesa di Santa Margherita a Poggi del Sasso.
Il 16 ottobre 1971 divenne vescovo di Grosseto. Il 9 giugno 1974 consacrò la chiesa di Maria Santissima di Sticciano Scalo e l'11 febbraio 1975 istituì la parrocchia della Madonna delle Grazie a Scarlino Scalo. Fece inoltre porre una lapide funeraria nel duomo di San Lorenzo, in ricordo della consacrazione della cattedrale avvenuta il 4 aprile 1655.
Il 22 gennaio 1979 si dimise dall'incarico, diventando vescovo emerito della diocesi di Grosseto.
Morì il 6 novembre 1989 a Roma; dopo le esequie fu sepolto nel cimitero di San Lazzaro a Viterbo.
Gli è stata dedicata la biblioteca del seminario vescovile di Grosseto.

## Genealogia episcopale
La genealogia episcopale è:
- Cardinale Scipione Rebiba
- Cardinale Giulio Antonio Santori
- Cardinale Girolamo Bernerio, O.P.
- Arcivescovo Galeazzo Sanvitale
- Cardinale Ludovico Ludovisi
- Cardinale Luigi Caetani
- Cardinale Ulderico Carpegna
- Cardinale Paluzzo Paluzzi Altieri degli Albertoni
- Papa Benedetto XIII
- Papa Benedetto XIV
- Papa Clemente XIII
- Cardinale Marcantonio Colonna
- Cardinale Giacinto Sigismondo Gerdil, B.
- Cardinale Giulio Maria della Somaglia
- Cardinale Carlo Odescalchi, S.I.
- Vescovo Eugène de Mazenod, O.M.I.
- Cardinale Joseph Hippolyte Guibert, O.M.I.
- Cardinale François-Marie-Benjamin Richard
- Cardinale Pietro Gasparri
- Cardinale Clemente Micara
- Vescovo Primo Gasbarri